# Фазыл Мустафа-паша Кёпрюлю
Фазыл Мустафа Кёпрюлю (1637, Везиркёпрю — 19 августа 1691, Стари-Сланкамен) — государственный и военный деятель Османской империи, великий визирь с 10 ноября 1689 года по 19 августа 1691 года.

## Ранние годы
Происходил из крупного и влиятельного османского рода Кёпрюлю. Младший (второй) сын Мехмеда Кёпрюлю (ок. 1575—1661), великого визиря Османской империи (1656—1661). Родился в имении отца. В 1641 году переехал в Стамбул, где обучался в медресе. Здесь он получил хорошее образование по различным направлениям тогдашний знаний. Во времена правления отца значительное время проводил с улемами. После того как великим визирем стал его старший брат — Фазыл Ахмед-паша, — Фазыл Мустафа начал принимать участие в государственных и военных делах Османской империи. Он отправился на Крит, где шла война с Венецией. В 1669 году отличился при захвате крепости Ханья. В 1670 году был назначен визирем. Участвовал в войне с Речью Посполитой в 1672—1676 годах.
После смерти брата передал печать великого визиря султану Мехмеду IV с завещанием назначить великим визирем Кара Мустафа Кёпрюлю. После этого он получил подтверждение в назначении себя визирем. В 1681 году стал шестым визирем дивана, а в 1683 году — пятым. Тогда же получает назначение на должность бейлербея Силистрии.
На этих постах Фазыл Мустафа принимал участие в осаде Вены в 1683 году, а также в последующих событиях войны Священной лиги. Здесь он проявил незаурядные военные и организаторские способности, вследствие чего в 1684 году стал четвёртым, а вскоре и третьим визирем дивана.
В 1685 году был назначен сердаром острова Хиос. В 1687 году отличился во второй битве при Мохаче 12 августа 1687 года, сумев спасти значительную часть армии. Впоследствии получил должность военного губернатора Стамбула. Здесь 17 сентября 1687 года организовал мятеж против султана Мехмеда IV, захватил столицу и отправился в Эдирне, где находился султан. Последний, чтобы сохранить власть, 7 октября сделал Фазыла Мустафу Кёпрюлю каймакамом (заместителем) великого визиря. Однако Кёпрюлю заставил султана отречься трона 8 ноября 1687 года. Новым султаном Фазыл Мустафа поставил Сулемана II, а великим визирем стал Абаза Сиявуш Кёпрюлю. В 1688 году во время мятежа янычар он был вынужден на некоторое время уйти с должности каймакама.

## Великий визирь
Впоследствии, несмотря на неудачный для империи ход войны с Австрией, Венецией и Речью Посполитой, султан назначил Фазыла Мустафу Кёпрюлю великим визирем (10 ноября 1689 года). Новый визирь укрепил военную дисциплину, отменил тяжёлые для населения налоги, сделал ряд уступок для христианских подданных Османской империи.
Подготовив армию, Фазыл Мустафа Кёпрюлю двинулся в Венгрию. 10 августа он захватил Пирот, 9 сентября овладел Нишем, после этого 27 сентября захватил Смедерево, а 8 октября сумел взять Белград. Вслед за этим он перешёл Дунай, где создал плацдарм в крепости Орсов. Одновременно была восстановлена власть османов в Боснии. После этих побед он вернулся в Стамбул, где издал приказ об увольнении многих должников по налогам, одновременно предоставив помощь крестьянам и много сделав для восстановления боеспособности янычарского корпуса. В декабре 1690 года Фазыл подавил восстания местной знати на Кипре и в Египте.
Зимой и весной 1691 года Фазыл Мустафа Кёпрюлю готовился к новому этапу войны с Австрией. Перед самым походом умер султан Сулейман II. При поддержке Кёпрюлю новым султаном стал Ахмед II. 20 июля 1691 года Фазиль Мустафа прибыл в Белград, пересёк реку Сава и захватил город Петроварадин. После этого он направился к Сланкамену, где ожидал прибытия крымского хана. Но 19 августа он был вынужден вступить в бой против австрийского войска во главе с Людвигом Вильгельмом Баден-Баденским. Войска последнего первоначально сумели смять левый фланг османской армии, но Фазыл Мустафа своими решительными действиями исправил положение. В это время в него попала шальная пуля, от которой великий визирь погиб. Этот случай вызвал панику в турецком войске, приведшую в конце концов к бегству с поля боя.